# Église Sainte-Jeanne-d'Arc de Rennes
L'église Sainte-Jeanne-d'Arc est une église paroissiale catholique située à Rennes, en Bretagne. Elle se trouve dans la paroisse du même nom et dans le centre historique du quartier Jeanne d'Arc - Longs-Champs - Atalante Beaulieu.

## Historique
Au XXe siècle, l'intérêt pour Jeanne d'Arc devient important. Elle est reconnue comme vénérable en 1894, puis béatifiée en 1909 puis canonisée en 1920 ; c'est dans ce contexte qu'est créée la paroisse Jeanne-d'Arc dans l'Est de Rennes.
L'église est l'une des dernières construction d'Arthur Regnault. La première pierre est posée le 19 avril 1914. Elle est consacrée en mars 1924, avec seulement la moitié de l'édifice achevé.
Les travaux reprennent en 1953 (pose d'une « seconde » première pierre) avec de nouveaux plans réalisés par Hyacinthe Perrin. L'église est bénite une seconde fois le 25 décembre 1955,.

## Architecture et décoration
L'église Sainte-Jeanne-d'Arc est de style romano-byzantin.
Le gros œuvre est en schiste pourpré (dit de Pont-Réan), moellons et briques. Une coupole surmonte l'église, avec un clocher latéral,.
André-Muriel Bussy est l'auteur des peintures murales,.

## Liste des curés
- Chanoine Théophile Brunet (1951 - 1966)[4]
- Abbé Yves Duré (1995 - 2004)[5]
- Abbé Pierre Marion  (2004 - 2008)[6]
- Abbé Jean de la Villarmois (2008 - 2014)[7]
- R.P. Thibaut du Pontavice, op (2014 - 2019)[8]
- Abbé Jean-Michel Le Moal (2019 - 2023)[9]
- Abbé Erwan Barraud (2023 - )[10]
  - Abbé Guillaume Camillerapp (2023 - ), vicaire[10]